# Årland
Årland är en by på ön Stolmen i Austevolls kommun i Vestland fylke i västra Norge. Byn är belägen på öns södra sida och ligger invid byn Våge.